# Gefleckter Zahnrand-Prachtkäfer
Der Gefleckte Zahnrand-Prachtkäfer (Trachypteris picta)  ist ein Käfer aus der Familie der Prachtkäfer und der Unterfamilie Buprestinae. Er kommt in Europa nur in der Unterart Trachyptera picta decostigma vor. In Mitteleuropa ist der Käfer sehr selten. Er ist in der Anlage 1 zur Bundesartenschutzverordnung als „streng geschützter Käfer“ aufgeführt.
Der deutsche Name spielt darauf an, dass die Flügeldecken gelb gefleckt sind und ihr Hinterrand gezähnt ist (Abb. 4). Der Gattungsname „Trachyptera“ bedeutet "mit rauen Flügeln" (gr.τραχύς=rau, gr. πτερόν = Flügel), lat. „picta“  bedeutet „bunt gefleckt“.
Die Art wurde früher der Gattung Melanophila zugeordnet. Der Gattung Trachypteris fehlt an der Mittelbrust seitlich neben dem Vorderrand eine breite rundliche Einsenkung, die bei Melanophila als Teil eines sensorischen Organs für Infrarotstrahlung vorhanden ist.

## Merkmale des Käfers
Der Körper ist 2,5 bis dreimal so lang wie breit und wenig gewölbt. Von oben betrachtet sind die Körperseiten weitgehend parallel. Der Käfer ist kupfrig gefärbt, hebt sich aber optisch bei hellem Licht kaum von der grauen Baumrinde der Pappel ab, auf der er sich gewöhnlich aufhält.  
Der Kopf ist deutlich breiter als lang, die Mundwerkzeuge zeigen nach unten. Die großen Augen sind flach, ihr Hinterrand läuft in kleinem Abstand parallel zum Halsschild (Abb. 2). Der Kopfschild ist vorn annähernd dreieckig ausgeschnitten (Abb. 8, Ausschnitt rechts gelb nachgezogen). Die elfgliedrigen Fühler sind fadenförmig und kurz. Erst ab dem vierten Glied sind sie nach innen schwach dreieckig erweitert (Abb. 7). Die Fühler entspringen voneinander entfernt neben dem Vorderrand der Augen (Abb. 8).
Der Halsschild ist bei der europäischen Unterart überall etwa gleich dicht und regelmäßig gepunktet, bei Trachypteris picta picta sind die Punkte besonders auf der Scheibe feiner und spärlicher. Nach vorn und nach hinten ist der Halsschild wenig und etwa gleich stark verschmälert. Die Halsschildbasis ist doppelbogig gekrümmt. 
Die Flügeldecken sind dicht und unregelmäßig punktiert und haben 3 oder vier Längsrippen, die bei der europäischen Unterart Trachypteris picta decostigma sehr schwach ausgebildet sein können, bei Trachypteris picta picta dagegen prägnanter sind. Der Außenrand der Flügeldecken ist vor allem im hinteren Bereich gezähnt, am Hinterende sind die Flügeldecken einzeln abgerundet (Abb. 4). Bei der europäischen Unterart sieht man im typischen Fall auf den beiden Flügeldecken gemeinsam hinter dem ersten Drittel einen Kreis aus 8 gelblichen Flecken. Davor befinden sich auf jeder Flügeldecke zwei weitere gleichfarbige Flecken, die gemeinsam und zusammen mit den vorderen Flecken des hinteren Kreises auch kreisförmig angeordnet sind. Die vorderen Flecken können jedoch auch fehlen. Bei der Nominatform Trachypteris picta picta sind die gelben Flecken größer und zahlreicher. Das Schildchen ist sehr klein.
| Abb. 1: Oberseite Abb. 2: Seitenansicht Abb. 3: Vorderansicht Abb. 4: Flügeldeckenspitze | Abb. 5: Unterseite Abb. 6:Brust seitlich Abb. 7:Fühler Abb. 8: Kopf, rechts gelb: Rand des Kopfschilds |

Unterseits kann man am Hinterleib 8 Abschnitte (Sternite) erkennen. Das letzte Sternit ist am Hinterende bogig ausgeschnitten und rechts und links des Ausschnittes in je einen Dorn ausgezogen (Abb. 5). Die Mittelhüften und Hinterhüften sind nach innen erweitert. Die sich zwischen den Vorderhüften nach hinten erstreckende Verlängerung der Vorderbrust (Prosternalfortsatz) endet in einer entsprechenden Vertiefung der Mittelbrust (Abb. 5). 
Die Beine sind kräftig gebaut und ermöglichen eine schnelle Fortbewegung. Die Tarsen sind alle fünfgliedrig, die Krallen sind ungezähnt.

## Biologie
Die Larven entwickeln sich unter der Rinde verschiedener Pappel-  und Weidenarten. Bei warmem Wetter laufen die adulten Käfer sehr flink auf den Bäumen herum und fliegen rasch auf. Die Eier werden in Rindenritzen oder an den Seitenknospen kränkelnder Bäume einzeln abgelegt. 
Entsprechend  einer Untersuchung in Karadsch (Iran) enthalten die Ovarien der Weibchen zwischen etwa 50 bis 160 Eier, von denen etwa 8 bis 22 Eier abgelegt werden. Die Larven schlüpfen nach 7 – 8 Tagen. Die Larven fressen anfangs in der Rinde oder direkt darunter im Phloem und Kambium. Im Splintholz legen sie bis zu 10 cm lange Larvengänge an. Die Überwinterung erfolgt im letzten Larvenstadium. Im frühen Frühjahr werden die Larven wieder aktiv. Puppen werden ab Mitte April gefunden. Die Puppenruhe dauert ein bis drei Wochen. Der Lebenszyklus dauert ein Jahr. Es wurden etwas mehr Männchen als Weibchen gezählt (1,14:1). Als Parasiten wurden Schlupfwespen aus den Familien Encyrtidae, Braconidae, Ichneumonidae und Chalcicidae festgestellt, außerdem erbeutete die räuberisch lebende Ameise Lasius alinus Larven von Trachypteris picta. Der parasitäre Befall durch Braconiden wurde im Beobachtungsjahr auf gut 4 % geschätzt, der durch Ichneumoniden auf knapp 18 % hochgerechnet.

## Verbreitung
Die Art ist paläarktisch verbreitet, die Unterart Trachypteris picta decostigma kommt in Zentral- und Südeuropa vor, von der Iberischen Halbinsel bis zum Kaukasus, Syrien, Libanon, Israel und Nordafrika. Die Verbreitung der östlichen Unterart erstreckt sich von Sibirien bis nach China. Inzwischen wurde der Gefleckte Zahnrand-Prachtkäfer auch aus Chile gemeldet.